# Inkoop

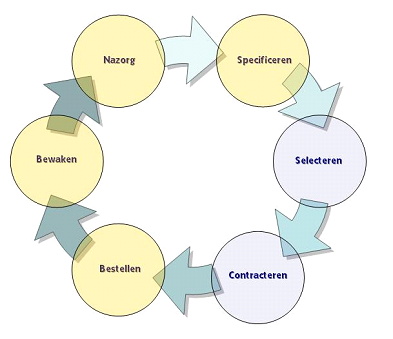
Van Weele (inkoopproces)

Inkoop is het proces van kopen van producten, goederen of diensten. Veel bedrijven en organisaties hebben medewerkers die belast zijn met inkoop.
De inkoper verwerft goederen en diensten bij externe leveranciers. Het inkoopproces is onderverdeeld in strategische, tactische en operationele inkoop. Een door Van Weele opgestelde cyclus van het inkoopproces wordt 'De 6 stappen van Van Weele' genoemd.
De goederen en diensten die door een organisatie worden ingekocht worden vaak onderverdeeld in "directe inkoop", alle goederen en diensten die direct met het eindproduct / dienst te maken hebben, en "indirecte inkoop". Indirect staat voor alles wat ondersteunend is aan het primaire proces of productieproces, zoals onderhoud, energie, uitzendkrachten, kantoorartikelen etc. De indirecte inkoop wordt ook wel aangeduid met NPR, hetgeen staat voor Non Product Related. De directe inkoop wordt ook wel aangeduid met BOM, hetgeen staat voor Bill-of-Materials (stuklijst).

## Strategische inkoop
Strategische inkoop kan betrekking hebben op de inkoopfunctie als geheel en op de inkoopstrategie voor een bepaalde groep goederen of diensten. De inkoopfunctie kan een strategische rol bekleden wanneer zij aansluiting zoekt bij de strategie van de organisatie als geheel. Wanneer de organisatie een innovatiestrategie voert kan de inkoopfunctie de strategische keuze maken om innovatieve leveranciers te contracteren. Wanneer de organisatie een lage kosten strategie voert, kan de inkoopfunctie inzetten op kostenbeheersing.
De inkoopfunctie kan voor elke afzonderlijke groep goederen en diensten die wordt ingekocht (bijv. kantoorartikelen, uitzendkrachten, grondstoffen, halffabricaten) een specifieke inkoopstrategie formuleren. Zo'n afzonderlijke groep goederen en/of diensten wordt ook wel een inkoopcategorie genoemd. Voor de ene inkoopcategorie kan prijs heel belangrijk zijn en kunnen verschillende leveranciers tegen elkaar uitgespeeld worden. Voor een andere categorie kan leverbetrouwbaarheid veel belangrijker zijn dan prijs, en is een andere manier van inkopen noodzakelijk. De inkoopstrategie voor een categorie bestaat uit keuzes omtrent de te benadrukken prioriteiten (prijs, kwaliteit, leverbetrouwbaarheid, etc.) en de manier waarop leveranciers tegemoet worden getreden.

## Tactische inkoop
Bij tactische inkoop wordt een keuze gemaakt welke leverancier de goederen of diensten mag leveren tegen welke prijs en inkoopvoorwaarden. Bij de keuze van leverancier spelen ook andere factoren dan prijs een rol. De inkoper moet in zijn afwegingen ook het inkoopbeleid van zijn eigen bedrijf meewegen. Behalve door de prijs wordt de keuze dan ook bepaald door politieke overwegingen en de klant-leverancierrelatie op de langere termijn.
De politieke overwegingen kunnen de houding van de leverancier ten opzichte van het milieu, kinderarbeid en mensenrechten zijn.
Ook wederkerigheid en vriendschappelijke relaties spelen regelmatig een zachte rol in de keuze van leveranciers. Een partij die klant is wordt snel ook leverancier en vice versa. Als inkoper is het belangrijk om scherp te blijven in dergelijke situaties. Rationaliteit wil nog weleens naar de achtergrond verschuiven. Daarom wordt steeds vaker besloten om eens in een aantal jaren een aantal inkoopstromen door gespecialiseerde inkoopbureaus te laten inkopen teneinde deze rationaliteit weer terug te krijgen. De inkoper wordt hierdoor gedwongen om de beslissingscriteria (meestal door het bureau vastgelegd in een soort Beginmeting) vast te leggen en in te schalen'.
De relatie kan op verschillende manieren ingevuld worden. De inkoper maakt afhankelijk van het product een keuze voor één leverancier of meerdere leveranciers. Het voordeel van één leverancier is dat de relatie hechter is en er een co-makership aangegaan kan worden. Het voordeel van meerdere leveranciers is dat als de voorkeursleverancier in gebreke blijft (faillissement/brand/staking) men eenvoudig uit kan wijken naar een andere leverancier en de goederenstroom niet gehinderd wordt.

## Operationele inkoop
Bij operationele inkoop worden bestellingen gedaan van bekende producten en diensten die (veelal) binnen een raamcontract vallen. Ook wordt de levertijd bewaakt en contact onderhouden met de leverancier om te zorgen dat de bestelde zaken tegen de juiste prijs op de gevraagde tijd, plaats en hoeveelheid geleverd worden.

## Stappen / fasen / onderdelen / werkzaamheden
Afhankelijk van de grootte en professionaliteit van een organisatie worden verschillende stappen in een inkooptraject doorlopen. Deze zijn:
- behoeftebepaling.
- oriënteren naar aanleiding van pakket van eisen en wensen.
- analyse van de leveranciersmarkt.
- bepalen van een inkoopstrategie voor de betreffende goederen en/of diensten.
- aanvragen van offertes bij meerdere leveranciers voor goederen en/of te leveren diensten.
- onderhandelen met leveranciers over inkoop- en verkoopvoorwaarden en toegevoegde waarde.
- opstellen van een (raam)contract met een leverancier.
- bestellen bij een goedgekeurde leverancier.
- opdrachtbevestiging met verwijzing naar de overeengekomen voorwaarden.
- goederen of diensten leveren aan klant door de leverancier.
- factuur opsturen naar klant met verwijzing naar de overeengekomen voorwaarden.
- betaling van factuur aan leverancier.

Wanneer een bedrijf ISO-gecertificeerd is, is vaak in een procedure vastgelegd welke stappen in het traject uitgevoerd moeten worden. Wanneer het totale bedrag hoger is dan een bepaald bedrag moet een bestelling geautoriseerd worden door een of meerdere personen. Het ontvangen en betalen van goederen die niet volgens de procedure besteld zijn wordt steeds moeilijker. Door verdergaande automatisering van werkprocessen moeten alle stappen in een inkooptraject correct doorlopen worden.
Een deel van bovenstaande stappen kan ook uitbesteed worden aan een professionele externe inkooporganisatie, adviesbureau of intermediair in geval de eigen organisatie zelf niet over een inkoop afdeling beschikt en/of het aan de benodigde specifieke kennis, ervaring en tijd ontbeert. Dit treft je bijvoorbeeld aan bij Europese aanbestedingen binnen de overheid (juridisch complex) of het inkopen van professionele (advies)dienstverlening (marktinzicht en productkennis).

## Planning
In de begroting is de verwachte waarde van de inkoop en verkoop voor het komende jaar vastgesteld. De begroting is een afspiegeling van de strategische keuzes en bekende feiten voor de komende periode. De verkoopverwachting moet de begroting van een organisatie trachten te realiseren of overtreffen. Aan de hand van historische verkoopgegevens en voorspellingen van de klant neemt de kwaliteit van de verkoopverwachting toe. De verwachtingen worden werkelijkheid door gerealiseerde bestellingen en contracten. Het klantorderontkoppelpunt bepaalt nog steeds de overgang tussen gerealiseerde en verwachte orders. De onzekerheid van de verkoopvoorspelling neemt door goede voorspellingen af.

## Afhankelijkheden
De inkoop is afhankelijk van in hoeverre de verkoopverwachtingen gerealiseerd worden. Wanneer er in een periode minder verkocht wordt dan verwacht, neemt de voorraad gereed product toe. Wanneer er in een periode meer verkocht wordt dan verwacht, neemt de voorraad gereed product sneller af dan gepland. Het verschil tussen de verwachte en de werkelijke verkopen kan veroorzaken dat de productieplanning bijgesteld moet worden. Indien de inkoopverwachting niet aansluit bij de productieplanning moeten bestellingen verplaatst worden in de tijd of geannuleerd worden.
Andersom geldt ook dat indien een leverancier niet op tijd kan leveren, de productieplanning bijgesteld moet worden. Een bedrijf zal er altijd naar streven dat het eindproduct op tijd geleverd wordt. 

## Automatisering van het inkooptraject
Met MRP, ERP en EDI is het plannen van complexe productieprocessen eenvoudiger geworden. Doordat informatie van verkoop, productie en inkoop gekoppeld is, verbetert de aansturing van het primaire proces. Voor elk eindproduct is bekend op welk tijdstip een aantal grondstoffen ingekocht moeten zijn. Het wordt eenvoudiger om een leverancier een forecast te geven voor een langere periode. Alhoewel er een aantal en levertijd aangegeven wordt, is er meestal nog een bijstelling mogelijk die geen problemen veroorzaakt bij de inkopende en verkopende partij. Doordat twee partijen een realistischere planning hebben, zal de afwijking tussen de gewenste en de werkelijke levertijd in de gehele waardeketen afnemen. Dit moet leiden tot een betere opvolging van de bedrijfsdoelstellingen.

## Trivia
- 'Inkoop' is ook een afkorting van inkoopprijs versus verkoopprijs. Het verschil is de (winst)marge.